# Spodoptera descoinsi
Spodoptera descoinsi är en fjärilsart som beskrevs av Lalanne-cassou och Silvain 1994. Spodoptera descoinsi ingår i släktet Spodoptera och familjen nattflyn. Inga underarter finns listade i Catalogue of Life.